# Barbus rubrostigma
Barbus rubrostigma är en fiskart som beskrevs av Max Poll och Lambert, 1964. Barbus rubrostigma ingår i släktet Barbus och familjen karpfiskar. IUCN kategoriserar arten globalt som livskraftig. Inga underarter finns listade.